# Nousiainen
Nousiainen (/ˈnousiˌɑinen/), hay Nousis trong tiếng Thụy Điển, là một đô thị của Phần Lan.
Vị trí ở tỉnh của Tây Phần Lan thuộc vùng Tây Nam Phần Lan. Đô thị này có dân số 4.425 (thời điểm ngày 31 tháng 12 năm 2004)và diện tích 198,37 km² trong đó có 0,31 km² là diện tích mặt nước. Mật độ dân số là 22,34 người trên mỗi km².
Dân đô thị này chỉ sử dụng tiếng Phần Lan